# Алексіс Ольмедо
Алексіс Ольмедо Віла (ісп. Alexis Olmedo Vila, нар. 2 січня 2006, Манреза, Іспанія) — іспанський футболіст, центральний захисник клубу «Барселона Б».

## Ігрова кар'єра

### Клубна
Алексіс Ольмедо народився у місті Манреза, Каталонія. І перші кроки у футболі робив у місцевому клубі «Гімнастик». У 2013 році Алексіс приєднався до клубної академії «Барселони». Перший виклик у другу команду «Барселона Б» він отримав в кінці сезону 2022/23.
Разом з юнацькою командою «Барселони» Ольмедо грав у Юнацькій лізі. Перший матч в турнірі Прімера Федерасьйон футболіст провів в березні 2024 року. 27 березня 2025 року Ольмедо вперше потрапив до заявки головної команди «Барселони» на матч чемпіонату Іспанії проти «Осасуни». Але на поле в тому матчі захисник не виходив.

### Збірна
З 2021 року Алексіс Ольмедо виступає за юнацькі збірні Іспанії.